# 大豆生田実
大豆生田 実（おおまみうだ みのる、1965年（昭和40年）12月5日 - ）は、日本の政治家、薬剤師。
栃木県足利市長（1期）、栃木県議会議員（1期）、足利市議会議員（2期）等を歴任。

## 経歴
栃木県足利市に生まれる。栃木県立足利高等学校、東京薬科大学を卒業。サントリー株式会社に入社し、医療事業部で勤務。
1994年（平成6年）に退社し、1995年（平成7年）4月の足利市議会議員選挙に立候補し市議に初当選。1999年（平成11年）4月に再選。
2000年（平成12年）11月19日の栃木県知事選挙では、今市市長を辞職して立候補した福田昭夫を支援した。
2001年（平成13年）3月19日、足利市長の早川一夫が任期途中で死去。市長死去に伴う市長選挙は同年5月13日行われ、大豆生田は無所属で立候補したが元県議会議員の吉谷宗夫に敗れた。なおこの選挙では統一教会の関連団体である「真の家庭運動推進栃木協議会」の支部長が大豆生田がかつて統一教会に所属していたと流言を撒いた（落選後新聞広告にて撤回）。大豆生田は身内の被害経験から反統一教会活動を行っていたため教団に選挙妨害されたと主張している。
2003年（平成15年）4月の県議会議員選挙では、足利市選挙区（定数5）から無所属で立候補し、県議に初当選した。
その後、2005年（平成17年）4月24日に行われた足利市長選挙では、無所属で立候補するも、現職の吉谷に敗れた。
2007年（平成19年）4月の県議会議員選挙には立候補しなかった。
2009年（平成21年）4月26日の足利市長選挙では、無所属で立候補し、自民党、公明党が推薦する元同市副市長を大差で破り、市長に初当選を果たした。同年5月13日に市役所に初登庁した。なお、選挙戦では同年1月に自民党を離党していた渡辺喜美衆議院議員は大豆生田を支援していたが、渡辺系の県議会議員で組織する「自民温知会」は元副市長を支援しており、この市長選挙がきっかけで自民温知会は解散している。
2013年（平成25年）4月21日投開票の市長選では、新人の和泉聡に敗れる。同年5月12日、市長を退任した。同年より、調剤薬局会社の役員を務める。
2017年9月29日、同年10月22日に行われる第48回衆議院議員総選挙では、栃木5区から希望の党公認で立候補すると表明。大豆生田によれば、前年から希望の党代表の小池百合子東京都知事に近い人物から立候補の打診があったという。投開票の結果、自民党の茂木敏充に敗れ、落選した。
2024年5月29日、日本維新の会の衆議院東京11区支部長に就任し、次期衆議院議員総選挙に同党の公認予定候補者となったことが発表された。2024年10月27日の第50回衆議院議員総選挙の結果、得票率16.78%で比例復活もならず落選。

## 市政
民主党政権が導入した子ども手当の問題点を指摘しており、2010年5月に発足した「現場から国を変える首長の会」では代表を務めている。2011年（平成23年）1月には市の新年度予算に子ども手当の市の負担分を計上しないことを表明している。

## 著書
- 『足利発地方改革』、下野新聞社、2012年9月27日。ISBN 978-4-882-86500-1

## 選挙歴
| 当落 | 選挙                     | 執行日         | 年齢 | 選挙区       | 政党         | 得票数    | 得票率 | 定数 | 得票順位 /候補者数 | 政党内比例順位 /政党当選者数 |
| ---- | ------------------------ | -------------- | ---- | ------------ | ------------ | --------- | ------ | ---- | ------------------ | ---------------------------- |
| 当   | 1995足利市議会議員選挙   | 1995年4月      | 32   | ――           |              |           |        |      | /                  | /                            |
| 当   | 1999年足利市議会議員選挙 | 1999年4月      | 36   | ――           |              |           |        |      | /                  | /                            |
| 落   | 2001年足利市長選挙       | 2001年5月13日  | 35   | ――           | 無所属       | 3万2953票 | 42.82% | 1    | 2/2                | /                            |
| 当   | 2003年栃木県議会議員選挙 | 2003年4月13日  | 37   | 足利市選挙区 | 無所属       | 1万2835票 | 16.16% | 5    | 3/7                | /                            |
| 落   | 2005年足利市長選挙       | 2005年4月24日  | 39   | ――           | 無所属       | 2万7632票 | 39.68% | 1    | 2/4                | /                            |
| 当   | 2009年足利市長選挙       | 2009年4月26日  | 43   | ――           | 無所属       | 4万4401票 | 59.66% | 1    | 1/2                | /                            |
| 落   | 2013年足利市長選挙       | 2013年4月21日  | 47   | ――           | 無所属       | 3万2224票 | 48.63% | 1    | 2/2                | /                            |
| 落   | 第48回衆議院議員総選挙   | 2017年10月22日 | 51   | 栃木県第5区  | 希望の党     | 4万1438票 | 28.71% | 1    | 2/3                | 21/4                         |
| 落   | 第50回衆議院議員総選挙   | 2024年10月27日 | 58   | 東京都第11区 | 日本維新の会 | 3万3103票 | 16.78% | 1    | 3/5                | 9/2                          |